# Gérald Gallant
Pour les articles homonymes, voir Gallant.
 (mai 2025).
Gérald Gallant est un tueur à gages et un fraudeur québécois né à Chicoutimi le 5 mai 1950. Avec ses 28 meurtres et ses 12 tentatives de meurtres, Gallant a déjà été le plus grand tueur à gages de l'histoire du Canada,. Cependant, un autre tueur à gages, Frederick Silva pourrait le dépasser avec une soixantaine de contrats de meurtres.

## Dans la culture populaire
- En 2022, la vie et la carrière criminelle de Gallant sont adaptées au cinéma dans le film Confessions, où il est interprété par l'acteur Luc Picard.
- Dans la série télévisée docu-fiction, Délateurs, l'épisode 6 qui est centré sur Gérald Gallant, c'est Patrice Godin qui interprète le tueur à gages.